# الحاجر (العبر)

'

تعديل مصدري - تعديل

الحاجر هي إحدى قرى عزلة العبر بمديرية العبر التابعة لمحافظة حضرموت، بلغ تعداد سكانها 29 نسمة حسب تعداد اليمن لعام 2004.